# Колос (стадион, Борисполь)
«Ко́лос» (укр. «Колос») — комплекс из футбольного и хоккейного стадионов в Борисполе. На нём проводят свои домашние матчи «Мариуполь» и известный клуб хоккея на траве «Колос».

## История и архитектурные особенности
Впервые в Борисполе футбольное поле было открыто на месте современного стадиона «Колос» в 1935 году. Тогда это был ровный пустырь, обнесенный земляной насыпью, на котором могли разместиться до 5000 зрителей. Поле находилось в удовлетворительном состоянии, несмотря на то, что за ним никто не присматривал.
В послевоенные годы оборудовали, собственно, сам стадион «Колос», его обнесли забором и достроили трибуны. Тогда стадион вмещал 7 500 зрителей и был одним из самых больших стадионов области.
После реконструкции 1997 года стадион был приведен в соответствие с самыми современные стандартами. После реконструкции стадион был оборудован индивидуальными пластиковыми сидениями. Стадион стал вмещать 5 654 зрителя, из них около двух тысяч — крытые. Стадион имеет оборудованные раздевалки, массажный кабинет, комнату для медицинского осмотра, столовую и автостоянку.
В 2009 году ветераны футбола предлагали присвоить стадиону имя Виктора Колотова, однако соответствующее решение так и не было одобрено.
Футбольный стадион имеет овальную форму, однако вместо северной трибуны расположено поле для хоккея на траве с искусственным покрытием с трибунами на 1 500 зрителей.
В сезоне 2023/24 на стадионе проводил домашние матчи ФСК «Мариуполь»